# Incilius perplexus
Espèce
Synonymes
- Bufo perplexus Taylor, 1943

Statut de conservation UICN

LC : Préoccupation mineure
Incilius perplexus est une espèce d'amphibiens de la famille des Bufonidae.

## Répartition

Distribution

Cette espèce est endémique du Mexique. Elle se rencontre du bassin du río Tepalcatepec dans le sud-ouest du Michoacán au bassin du río Balsas dans le Guerrero.

## Description
La femelle holotype mesure 61 mm.

## Publication originale
- Taylor, 1943 : Herpetological Novelties from Mexico. The University of Kansas science bulletin, vol. 29, no 8, p. 343-357 (texte intégral).